# Ben Pepper
Pour les articles homonymes, voir Pepper.
Ben Pepper (né le 15 juillet 1975 à Geraldton, en Australie-Occidentale) est un joueur Australien de basket-ball, évoluant au poste de pivot.

## Carrière
Ben Pepper commence sa carrière en NBL avec les Newcastle Falcons. Il est sélectionné par les Celtics de Boston au 56e rang lors de la draft 1997, l'un des quatre joueurs sélectionnés cette année-là avec Chris Anstey, C.J. Bruton et Paul Rogers. Cependant, il ne signera jamais avec les Celtics et effectue sa carrière en NBL, jouant avec sept équipes en NBL.
Bien que Ben Pepper soit un joueur dominateur en NBL, il ne joue que rarement en équipe nationale d'Australie.